# Chiesa di Santa Illuminata
La chiesa di Santa Illuminata è una chiesa di Montefalco (PG). Fu fatta costruire dagli Agostiniani della congregazione di Lombardia nel 1491 sul luogo del duecentesco reclusorio di Damiano, così chiamato dal nome del fondatore che vi segregò le figlie Giovanna e Chiara, la futura santa.
L'armonioso edificio rinascimentale con facciata in laterizio è preceduto da un piccolo porticato che protegge il portale d'ingresso, con architrave datato 1500, sormontato da un affresco di Francesco Melanzio raffigurante la Madonna della Misericordia.

## Interno
L'interno è ad unica navata, con tre nicchie per lato ricavate nello spessore della muratura e volta a botte e presenta interessanti affreschi piuttosto rovinati dall'umidità. Nella prima nicchia di destra nella parte superiore si può vedere l'Eterno benedicente, alla maniera di Tiberio d'Assisi, mentre nella parte inferiore Martirio di Santa Caterina e quattro santi, affresco di maestro umbro affine allo Spagna. Nella seconda nicchia di destra vi è l'Incoronazione di Maria Assunta e quattro santi del 1507, mentre nella terza si trova la Madonna con Bambino, Santi e Risurrezione del 1515, affreschi di Francesco Melanzio.
A destra del presbiterio è presente Cristo nel sarcofago tra Maria e Maddalena, sempre del Melanzio e risalente al 1509, mentre nella seconda nicchia si vedono lo Spirito Santo con Angeli osannanti, un Presepio, l'Epifania, la Fuga in Egitto e San Martino e San Nicola da Tolentino, del 1508 e attribuiti allo stesso Melanzio. Nella prima nicchia di sinistra c'è una Madonna col Bambino in trono, angeli in un roseto e per l'aria, otto santi, opera di Bernardino Mezzastris del 1507.

## Galleria d'immagini

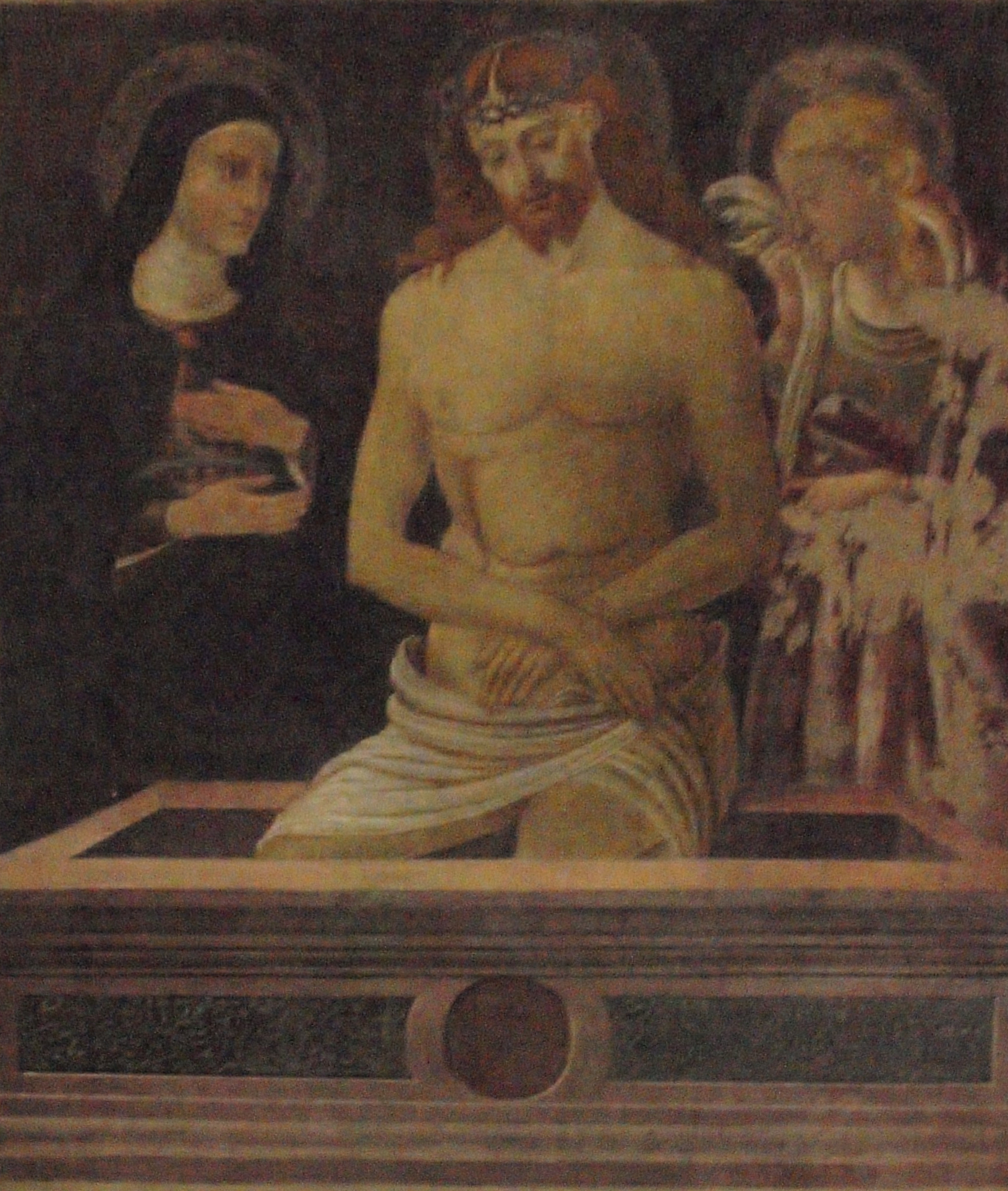
Pietà (1509), affresco di Francesco Melanzio
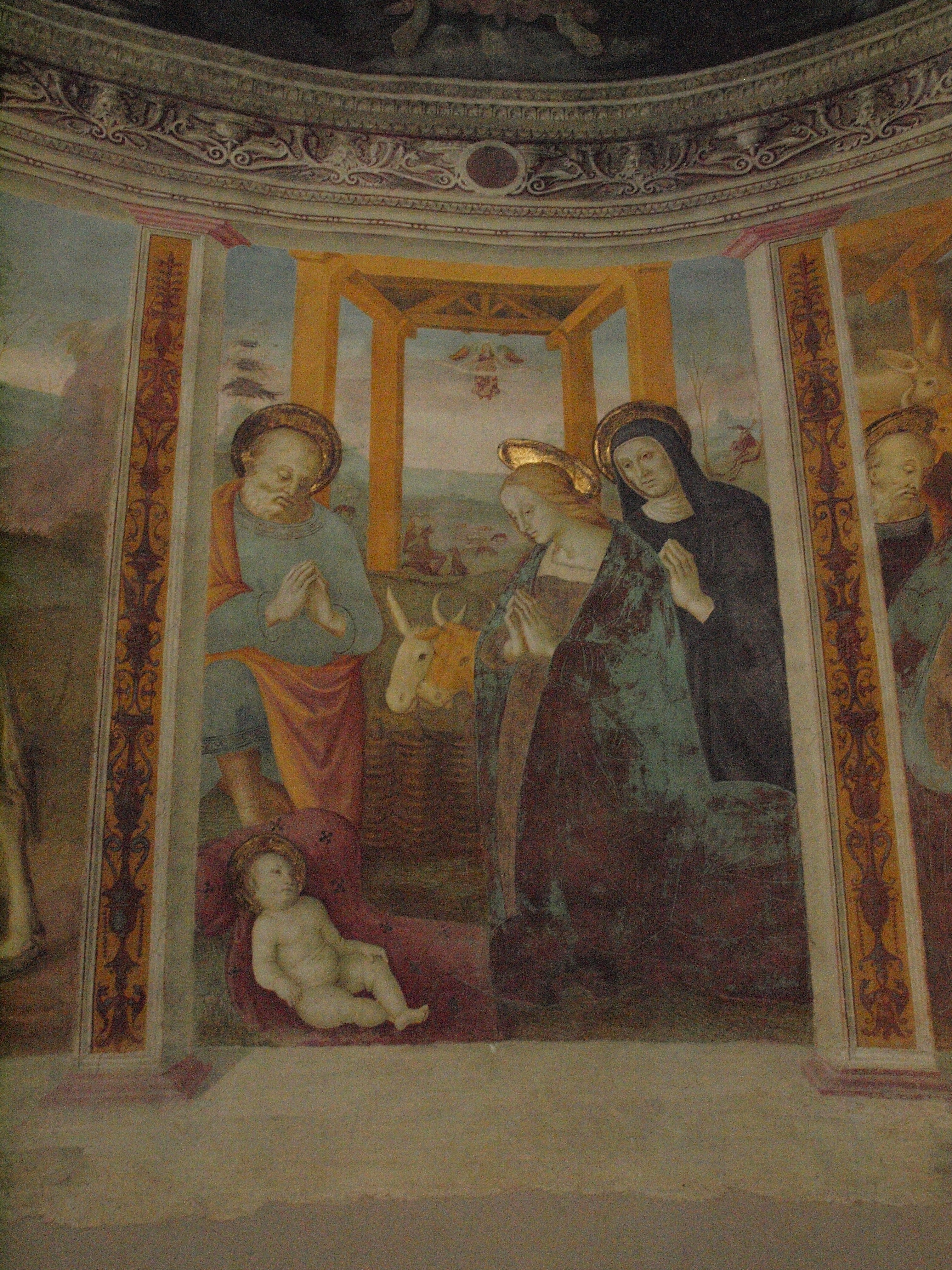
Natività, affresco, affresco di Francesco Melanzio
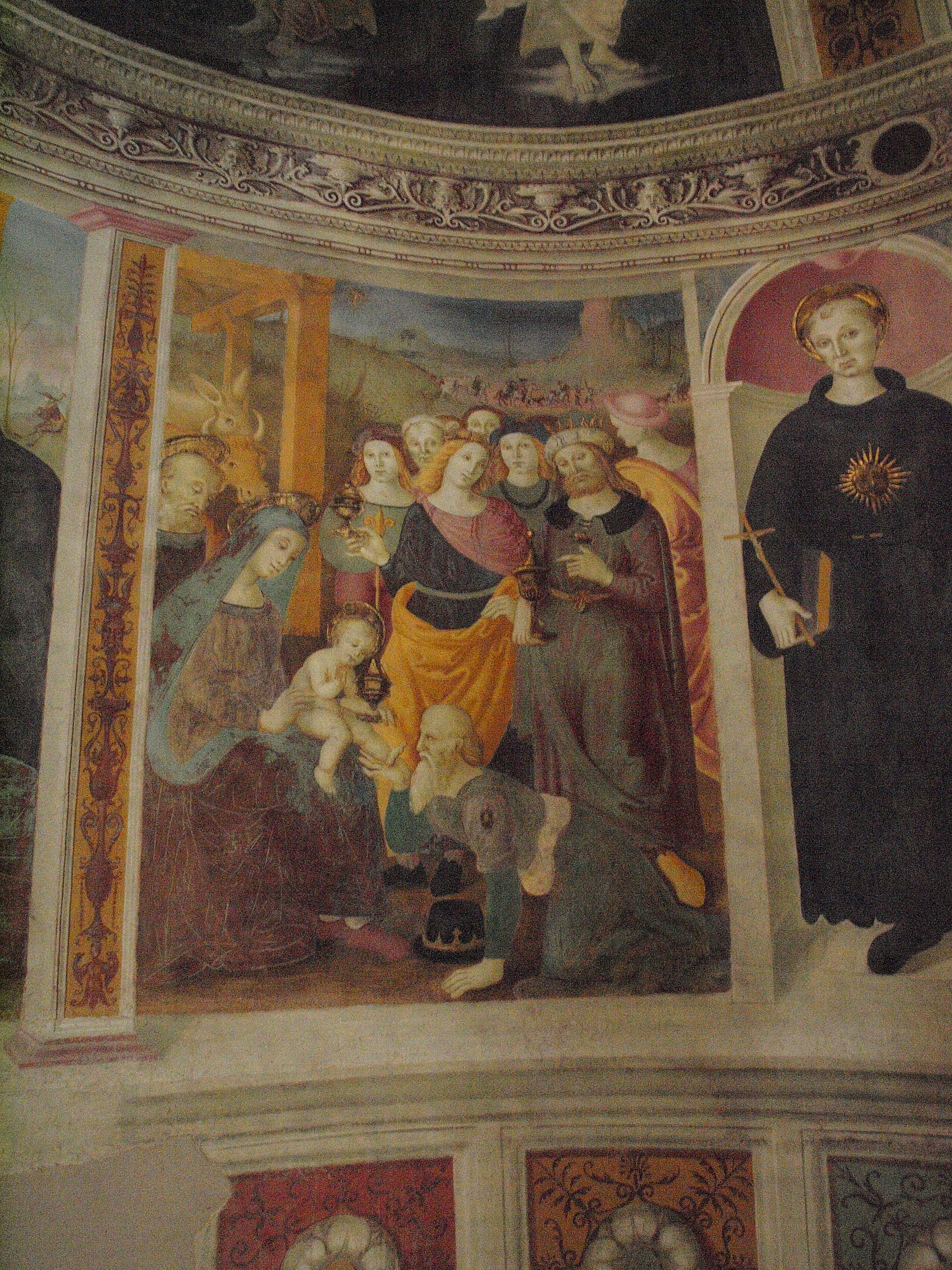
Adorazione dei Magi e San Nicola da Tolentino, affresco di Francesco Melanzio
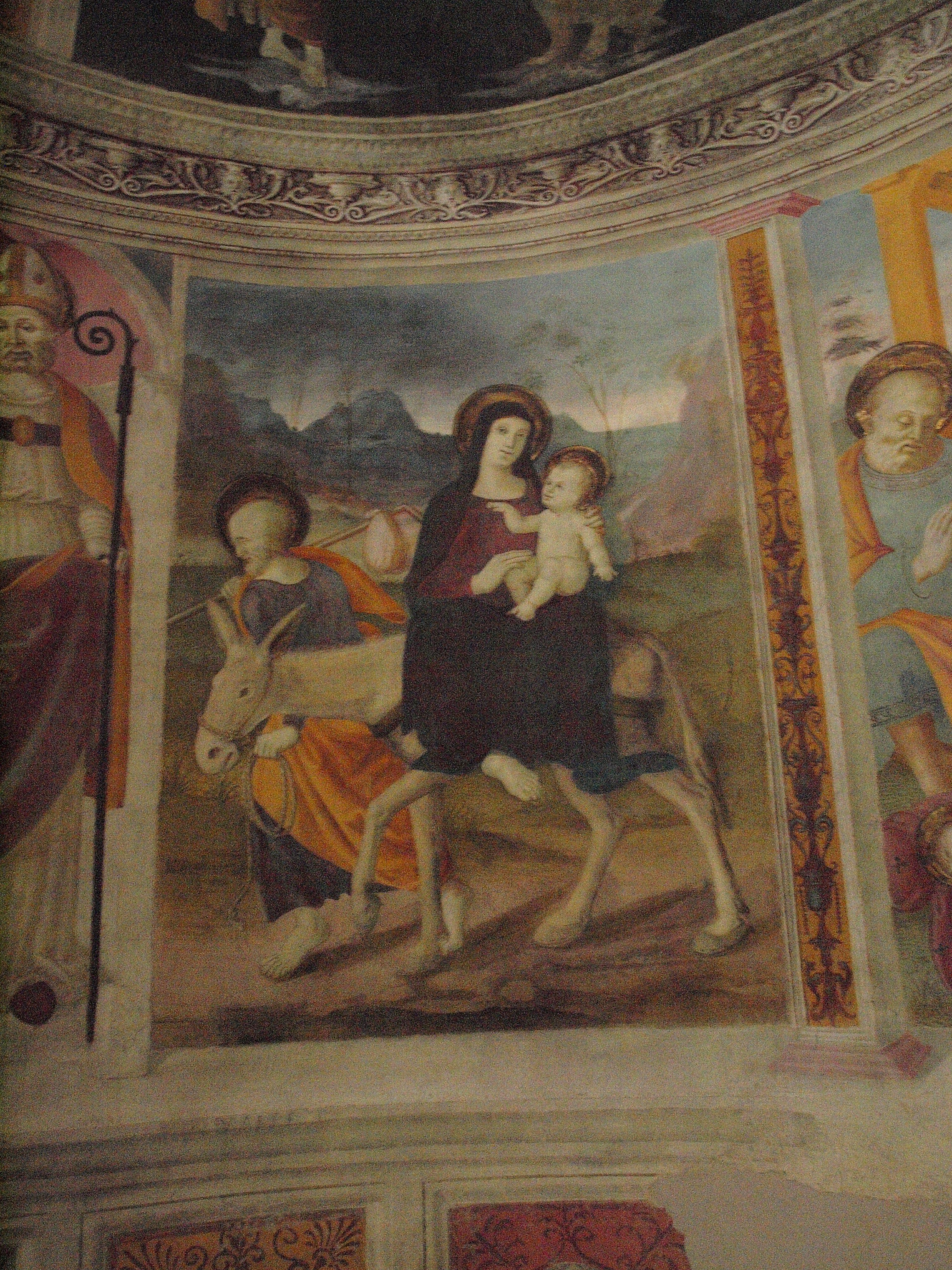
Fuga in Egitto, affresco, affresco di Francesco Melanzio
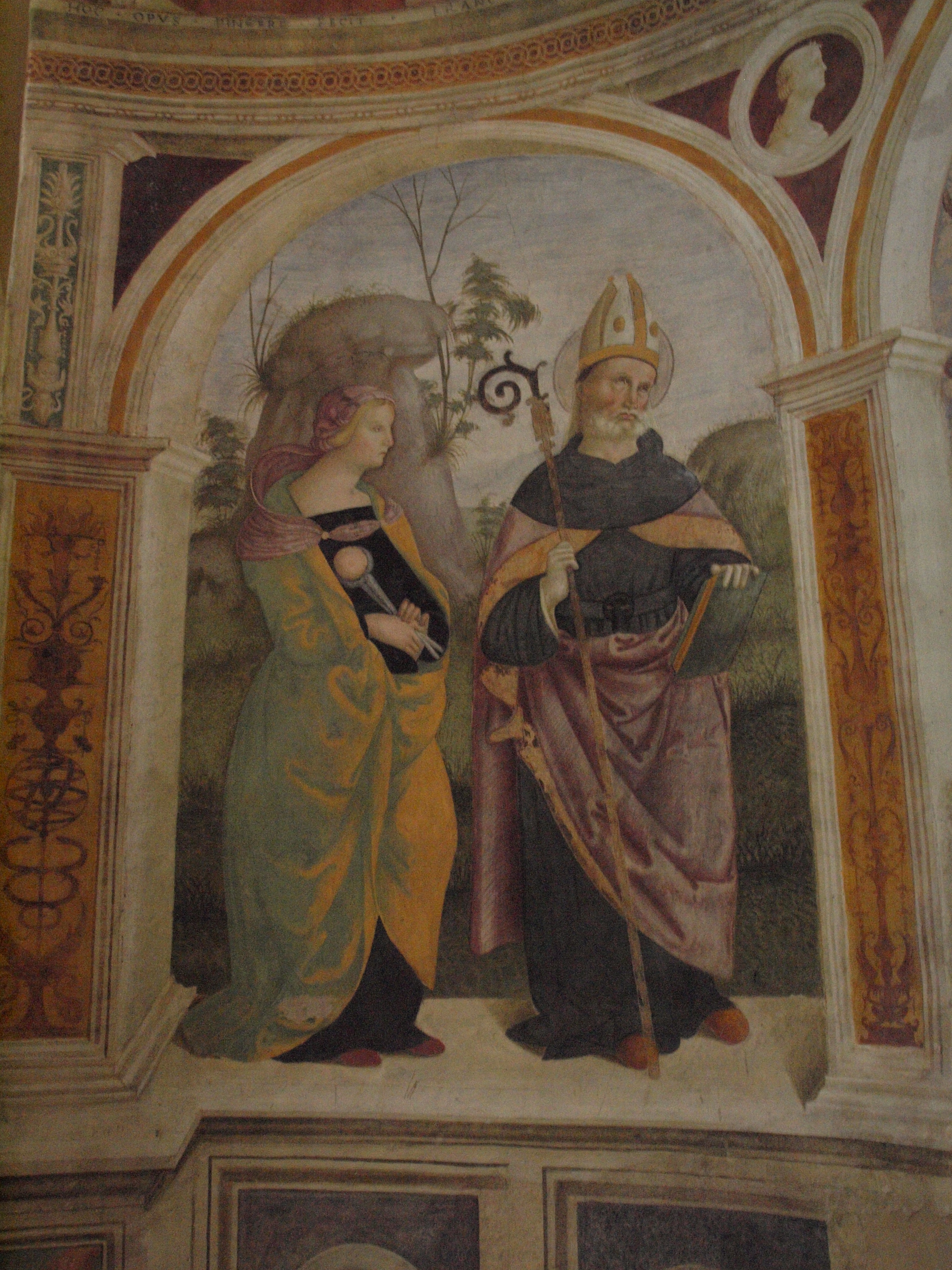
Sant'Agata e sant'Agostino, affresco di Francesco Melanzio